# Dějiny Manitoby

Kanadské provincie 1867–2003

Dějiny Manitoby jako jedné z 10 provincií Kanady a nejvýchodnější prérijních provincií jsou známé ze psaných záznamů až od dob, kdy do oblasti dnešní provincie dorazili první obchodníci s kožešinami v průběhu posledních desetiletí 17. století. Provincie byla oficiálně uznána federální vládou až v roce 1870, kdy vznikla oddělením od Severozápadních teritorií a stala se tak první provincií vytvořenou na bývalém území teritorií. Jméno Manitoba (znamenající „úžina Velkého Ducha“ či „prérijní jezero“) je odvozena buď z jazyka Kríů, Odžibvejů či Assiniboinů.

## První národy a usazování Evropanů

Historická vlajka Společnosti Hudsonova zálivu z dob jejího působení jako britské obchodní společnosti

Oblast dnešní Manitoby byla obydlena původním obyvatelstvem Ameriky již krátce po skončení poslední doby ledové, kdy ledovce na jihozápadě asi před 10 000 lety ustoupily. První nezaledněnou oblastí byla vysočina Želví hory.První lidé v jižní Manitobě po sobě zanechali úlomky keramiky, špice oštěpů a šípů, měď, petroforms, piktografické kresby, rybí a zvířecí kosti. V severní Manitobě byl dobýván křemen, potřebný k výrobě hrotů šípů. První známky obdělávání půdy byly nalezeny v údolí Červené řeky poblíž Lockportu, kde byla pěstována kukuřice a další seté plodiny známé před příchodem Evropanů. Nakonec tyto oblasti osídlily kmeny Odžibvejů, Kríů, Dene, Siouxů, Mandanů a Assiniboinů a další kmeny oblast navštěvovaly kvůli obchodu. Skrz Manitobu procházelo mnoho stezek, které byly součástí rozsáhlejší domorodé obchodní sítě, jak po zemi, tak po vodě. V oblasti provinčního parku Whiteshell rozkládající se podél řeky Winnipeg se nachází mnoho starých petroforms a je možné, že oblast Winnipegu byla obchodním střediskem a možná i místem sdílení a učení se novým znalostem po více než 2000 let. Dokladem toho, co bylo předmětem obchodu této rozsáhlé obchodní sítě od oceánu až po velké kultury v údolí Mississippi na jihu a sousední oblasti na jihu a jihozápadě jsou ulity kauri a měď. Jméno „Manitoba“ je pravděpodobně odvozeno z jazyka Kríů či Odžibvejů a znamená „Manitouova úžina“ čili „úžina Velkého Ducha“. Také možná pochází z assiniboinského výrazu pro „prérijní jezero“.

### První evropští průzkumníci a obchodníci
Prvním Evropanem, který veplul do Hudsonova zálivu (a tedy existuje možnost, že jako první Evropan spatřil severomanitobské břehy) byl roku 1611 Henry Hudson. Ten byl v zálivu vysazen svou vzbouřenou posádkou. Prvním Evropanem, který dorazil do oblastí dnešní střední a jižní Manitoby byl Sir Thomas Button, jenž cestoval proti proudu řeky Nelson až k Winnipežskému jezeru, když se v roce 1612 neúspěšně pokoušel najít a zachránit Hudsona. Britská loď Nonsuch připlula do Hudsonova zálivu obchodovat v období mezi lety 1668–1669, čímž se stala prvním obchodním plavidlem, které dorazilo do této oblasti. Tato výprava vedla k vytvoření Společnosti Hudsonova zálivu, které byla britskou vládou svěřena absolutní nadvláda nad celým úmořím Hudsonova zálivu. Takto získaná země byla pojmenována Rupertova, podle prince Ruperta, který pomohl získat finanční subvenci nutnou k založení společnosti. Faktorie York Factory byla založena roku 1684 poté, co původní pevnost Společnosti Hudsonova zálivu, Fort Nelson (vybudovaná roku 1682), byla zničena Francouzi.
Pierre Gaultier de Varennes, sieur de La Vérendrye navštívil údolí Červené řeky v 30. letech 18. století, když se snažit tyto oblasti prozkoumat proto, aby do nich umožnil proniknout francouzskému obchodu. Když do oblasti vstoupili Francouzi, začala zde obchodovat s místním obyvatelstvem montréalská společnost, slavná Severozápadní společnost, a postupně se tak vytvořil míšenecký národ Métisů. Ten byl bytostně spjat se Severozápadní společností. Jak Severozápadní, tak Společnost Hudsonova zálivu stavěly pevnosti pro obchod s kožešinami; silně si konkurovaly zvláště v jižní Manitobě, což příležitostně přerůstalo ve výbuchy násilí až do té doby, než se spolu v roce 1821 sloučily.
Velká Británie si toto území zajistilo Pařížským mírem z roku 1763 jako výsledek vítězství nad Francií v sedmileté válce (v Americe také známé jako francouzská a indiánská válka; 1754–1763). Založení prvních evropských zemědělských usedlostí v roce 1812 Lordem Selkirkem severně od dnešního centra Winnipegu vyústilo v konflikt mezi britskými kolonisty a Métisy. V roce 1816 padlo dvacet kolonistů (včetně guvernéra) a jeden Métis v bitvě u Sedmi Dubů.

## Konfederace

### Oddělení od zemí spravovaných Společností Hudsonova zálivu a vytvoření provincie

Vývoj kanadských provincií od roku 1867.

Rupertova země byla přiřčena Kanadě, když se jí vzdala Společnost Hudsonova zálivu v roce 1869, a poté přivtělena k Severozápadním teritoriím; nedostatek v přístupu k svébytným zájmům Métisů vedl métiského vůdce Louise Riela k ustavení místní prozatímní vlády, což byl jeden z kroků, který vedl k povstání zvanému Red River Rebellion. V odpověď přišel první ministr John A. Macdonald se zákonem zvaným Manitoba Act a navrhl je k projednání kanadské Sněmovny lidu, the bill was given Royal Assent a Manitoba byla roku 1870 přijata do Kanadské konfederace jako provincie. Louis Riel byl kvůli povstání pronásledován britským armádním důstojníkem Garnetem Wolseleym, a tak Riel utekl do exilu. Métisům bylo kanadskou vládou bráněno v jejich pokusech získat půdu slíbenou při vstupu Manitoby do konfederace. Navíc museli čelit rasismu nové záplavy bílých osadníků, a tak se velké počty Métisů vystěhovaly do oblastí dnešního Saskatchewanu a Alberty.
Nová provinční vláda byla ovládnuta Anglokanaďany. Souhlas se založením provincie sice zahrnoval garance toho, že Métisové dostanou úděly půdy a že jejich existující neoficiální držba půdy bude uznána, ale tyto garance byly většinou ignorovány. Místo toho byla půda poskytnuta osadníkům anglického původu přicházejícím tehdy z Ontaria. Čelíce takové diskriminaci se Métisové ve velkých počtech přestěhovali do oblastí, které se pak staly Saskatchewanem a Albertou.
Koncem 19. století byly s náčelníky nejrůznějších indiánských kmenů (tzv. Prvních národů), které žily v oblasti, podepisovány tzv. číslované smlouvy. Tyto smlouvy vytvářely zvláštní přísliby půdy pro každou domorodou rodinu. Výsledkem pak bylo založení systému indiánských rezervací pod jurisdikcí federální vlády. Předepsané množství půdy slíbené domorodému obyvatelstvu nebylo vždy pravomocně předáno; to vedlo k úsilí původního obyvatelstva dosáhnout práv na půdu nárokováním původního území, kteréžto spory v mnoha případech stále pokračují.
Původní provincie Manitoba byla čtvercem o pouhé osmnáctině své současné rozlohy a byla v hovorové řeči známá „postage stamp province“. Její hranice se rozšířily v roce 1881, ale Ontario si nárokovalo velkou porci území; sporné území bylo přiděleno k Ontariu roku 1889. Manitoba postupně rostla, absorbovala území Severozápadních teritorií, až dosáhla současné velikosti se severní hranicí na 60° s. z. š. v roce 1912.
V roce 1875 se usadila skupina islandských přistěhovalců v Gimli na západním břehu jezera Winnipeg, kde založili komunitu zvanou Nový Island. Bylo to největší islandské osídlení mimo jejich zemi původu.

### Manitobská školská otázka
Manitobská školská otázka ukazuje hluboký rozdíl mezi kulturními hodnotami obyvatelstva těchto území a stala se problémem národní důležitosti. Katoličtí Franko-Manitobané měli v původní ústavě Manitoby státem garantován zvláštní školský systém podporovaný státem, aby jejich děti mohly být vychovávány ve francouzštině. I přesto v letech 1888 až 1890 požadovalo hnutí Grassroots, politické hnutí mezi anglickými protestanty, aby byly francouzské školy uzavřeny. V roce 1890 přijal manitobyský zákonodárný sbor zákon, kterým byla odepřena francouzským katolickým školám jakákoliv podpora. Francouzská katolická menšina proto žádala o podporu federální vládu; nicméně Oranžový řád a další antikatolické síly proti nim mobilizovaly veřejné mínění napříč širokými vrstvami, aby se postavily proti nim.
Federální konzervativci podali návrh speciálních legislativních kroků, které by nebraly v úvahu, omezily a přebily moc provinční samosprávy v Manitobě, ale ten byl zablokován liberály, vedenými Wilfridem Laurierem, který oponoval tomuto zvláštnímu zákonodárství, neboť byl přesvědčeným zastáncem provinčních práv. Problém manitobských škol se stal tématem pro kanadské federální volby v roce 1896, v nichž působil proti konzervativcům a pomohl zvolit více liberálů. Jako premiér pak Laurier, první frankofonní premiér Kanady, implementoval do školské legislativy kompromisní zásadu, která stanovila, že katolíci v Manitobě mohou mít vlastní vyučování dle náboženských předpisů 30 minut na konci každého dne, pokud if there were enough students to warrant it, implemented on a school-by-school basis.

### Winnipeg
Winnipeg byl na počátku 20. století třetím největším městem Kanady. Toto konjunkturní město rostlo velmi rychle od pozdních let 19. století do raných let 20. století. Bylo tu činných mnoho zahraničních investorů, k dispozici značný počet přistěhovalců, železničních drah, vlaků a obchod zažíval konjunkturu a prudce rostl. Ještě dnes je ve Winnipegu vidět řada starých vil a sídel, které patřily rostoucí winnipežské vyšší třídě. Když byla postavena budova manitobského zákonodárného sboru (zvaná anglicky Manitoba Legislature, bylo očekáváno, že počet obyvatelstva Manitoby brzy vzroste na 3 miliony. V době před první světovou válkou i během ní se prudký růst města začal silně zpomalovat, neboť opadl přísun rozsáhlých částek do investic, které již nedosáhly takového stupně jako před válkou. Winnipeg se nakonec v rychlosti růstu propadl až za všechna velká města, která další konjunktura hnala nahoru, jako například Calgary.

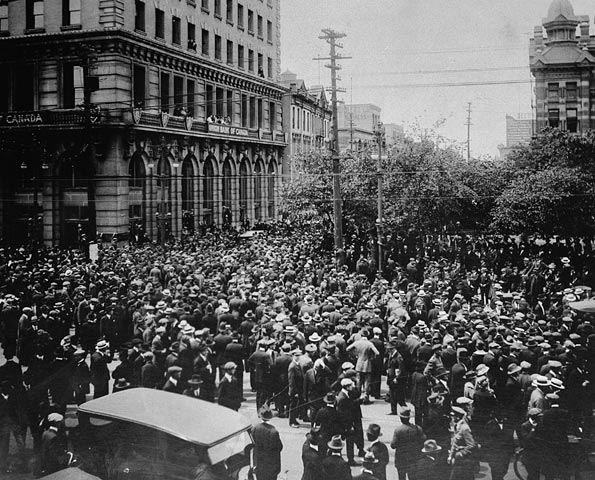
Dav shromážděný kolem staré radnice během Winnipežské generální stávky 21. června 1919.

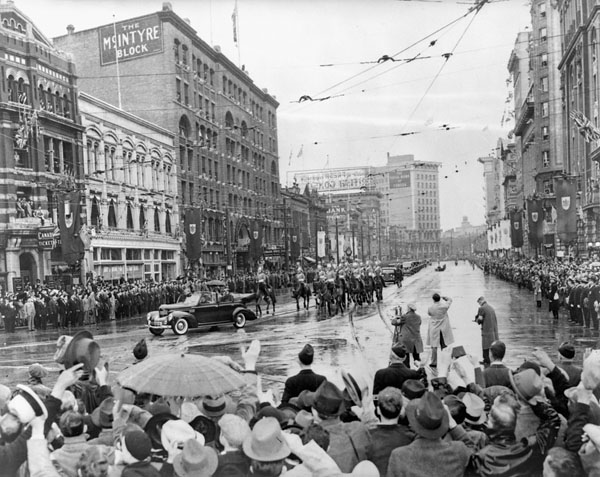
Davy Winnipežanů mávají na královnu Alžbětu a krále Jiřího VI.

Ve volbách roku 1917 uprostřed takzvané conscription crisis, se liberálové rozdělili na dvě části a nová strana nazývající se Union party carried all but one seat. Poté, co první světová válka skončila, vyústila vážná nespokojenost mezi rolníky (způsobená výkupními cenami pšenice) a členy odborů (kvůli výši mezd) ve vypuknutí radikalismu, znásobeného polarizací společnosti, která nastala se vzestupem bolševismu v Rusku. Nejdramatičtější epizodou tohoto období byla Winnipežská generální stávka v roce 1919, která zastavila většinu ekonomických aktivit na 6 týdnů, počínaje od 15. května. Stávka se zhroutila 25. června 1919, neboť se dělníci začali postupně vracet do práce a Ústřední stávkový výbor rozhodl stávku ukončit. Jak vysvětluje historik W. L. Morton:

Stávka tak začala se dvěma bezprostředními cíli a dvěma druhotnými, jejichž důležitost však rostla. Jedním cílem bylo odčinit oprávněný pocit křivdy One aim was the redress of legitimate grievances with respect to wages and collective bargaining; dalším bylo vyzkoušet nový nástroj ekonomické akce, generální stávky, jejímž účelem bylo vyvolat tlak na zaměstnavatele skrze veřejné mínění the other was the trial of a new instrument of economic action, the general strike, the purpose of which was to put pressure on the employers involved in the dispute through the general public. The first subsidiary aspect was that the general strike, however, might be a prelude to the seizure of power in the community by Labour, and both the utterances and the policies of the O.B.U. leaders pointed in that direction. Druhým vedlejším aspektem bylo to, že jakmile začala stávka, vypuklo soupeření o vedoucí pozici v dělnickém hnutíThe second subsidiary aspect was that, as a struggle for leadership in the Labour movement was being waged as the strike began, it was not made clear which object, the legitimate and limited one, or the revolutionary and general one, was the true purpose of the strike. Dnes je již očividné, že většina jak stávkujících, tak vůdců stávky byla zaujata pouze cílem vyhrát stávku. It is now apparent that the majority of both strikers and strike leaders were concerned only to win the strike. The general public at large, however, subjected to the sudden coercion of the general strike, was only too likely to decide that a revolutionary seizure of power was in view.

Po ukončení stávky šlo osm vůdců před soud a většina byla odsouzena za trestné činy seditious conspiracy, illegal combinations, and seditious libel; čtyři z nich byli cizinci, kteří pak byli deportováni podle zákona Canadian Immigration Act. Důsledkem odsouzení vůdců bylo oslabení a rozdělení dělníků organizovaných v odborech.

### Rolníci
Mezitím se rolníci v provincii trpělivě organizovali v hnutí Spojení rolníci Manitoby (United Farmers of Manitoba - UFM), které se v roce 1920 účastnilo provinčních voleb do zákonodárných orgánů. Výsledek voleb v roce 1920 byl takový, že žádná strana nemohla v zákonodárném sboru získat většinu a nemohla být vytvořena vláda. Byly proto konány nové volby v roce 1922, aby byla vyřešena krize. Hnutí UFM jasně vyhrálo, když získalo 30 z 57 mandátů. Další místa si rozdělilo 7 liberálů, 6 konzervativců, 6 labouristů a 8 nezávislých.

## Od velké světové hospodářské krize do současnosti
Velká hospodářská krize (1929 – cca 1939) udeřila na Západní Kanadu, včetně Manitoby, obzvláště tvrdě. Kolaps světového trhu spojený se strmým poklesem zemědělské výroby kvůli suchu vedl k ekonomické diverzifikaci, čímž se snižovala závislost na produkci pšenice. V roce 1932 bylo založeno hnutí Manitoba Co-operative Commonwealth Federation, předchůdce Nové demokratické strany Manitoby (New Democratic Party of Manitoba - NDP).
V roce 1939 vstoupila Kanada do 2. světové války. Winnipeg byl jedním z hlavních velitelství pro trénink stíhacích pilotů a po celé Manitobě existovaly letecké školy. Několik pluků se základnou v Manitobě bylo povoláno do zámoří, včetně lehké pěchoty nazývané Princess Patricia's Canadian Light Infantry. Ve snaze opatřit peníze na válečné úsilí byl v roce 1942 v kampani pro „Vítěznou půjčku“ zorganizován tzv. „Den, co kdyby“ („If Day“). Událost simulovala nacistickou invazi a okupaci Manitoby. Nakonec přinesla výtěžek ve výši přes C$ 65 milionů.

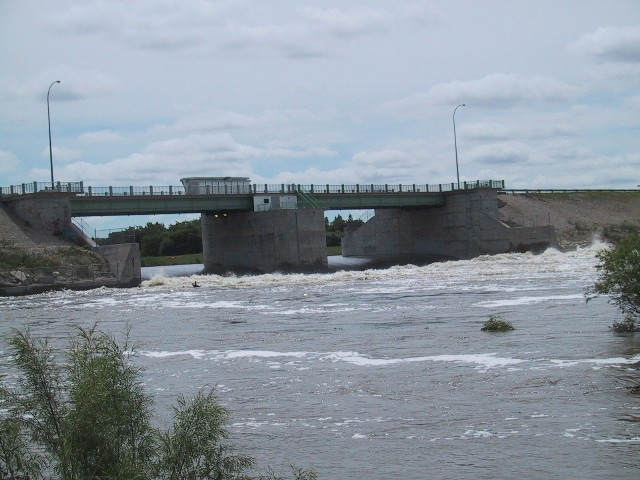
Control gates at the inlet to the Floodway

Během povodně na Červené řece v roce 1950 byl Winnipeg zaplaven a musel být ze značné části evakuován. V tom roce dosáhla nejvyšší zátopové výšky od roku 1861 a zatopila většinu údolí Red River Valley. Škody způsobené povodní vedly Duffa Roblina, pozdějšího premiéra, k prosazování výstavby tzv. „Red River Floodway“; ta byla dokončena roku 1968 po šesti letech hloubení. Permanentní povodňové hráze byly vztyčeny v osmi městech dikes na jih od Winnipegu a v oblasti Winnipegu byly stavěny jílové valy a odváděcí hráze (anglicky diversion dams). V roce 1997způsobila v Manitobě „Povodeň století“ škody přesahující C$400 millionů, ale povodňový kanál Red River Floodway zachránil Winnipeg před zaplavením.
V roce 1970 bylo slaveno sté výročí vstupu provincie do konfederace. Oficiálním oslavám předsedali Princezna Anna a Princ Charles.
V roce 1990 se premiér Brian Mulroney pokusil předložit ke schválení dohodu zvanou Meech Lake Accord, sérii dodatků ústavy, které by přesvědčily Québec podpořit zákon Canada Act 1982. Byla nutná jednohlasá zákonodárců, aby prošla veřejným projednáním. Manitobský politik Elijah Harper, Krí, byl proti, neboť nebyl přesvědčen o tom, že by byly První národy adekvátně zapojeny do procesu zaváděného dohodou Meech Lake Accord, a proto dohoda padla.

### Průzkum a mapování provincie
- Adams, Christopher. Politics in Manitoba: Parties, Leaders, and Voters (2008)
- Bumsted, J. M. Trials and Tribulations: The Emergence of Manitoba 1821 - 1870 (2003)
- Chafe, J. W. Extraordinary Tales from Manitoba History (1973)
- Coates, Kenneth. Manitoba: Province & People (1999)
- Conway, John Frederick. The West: The History of a Region in Confederation (3ed ed. Lorimer; 2005)
- Friesen, Gerald. The Canadian Prairies: A History (2nd ed. 1987)
- Morton, W.L. Manitoba: A History (1970)] ISBN 0-8020-6070-6, the standard scholarly history online edition
- Whitcomb, Ed. A Short History of Manitoba. [s.l.]: Canada's Wings, 1982. Dostupné online. ISBN 0-920002-15-3.

### Sociální a intelektuální dějiny
- Bumsted, J. M. University of Manitoba: An Illustrated History (2001)
- Kinnear, Mary. First Days, Fighting Days: Women in Manitoba History (1987)
- Kinnear, Mary. A Female Economy: Women's Work in a Prairie Province, 1870-1970 (1999)

### Hospodářské dějiny a dějiny práce
- Bennett, John W. and Seena B. Kohl. Settling the Canadian-American West, 1890-1915: Pioneer Adaptation and Community Building. An Anthropological History. (1995). 311 pp. online edition
- Bercuson, David J. Confrontation at Winnipeg: Labour, Industrial Relations, and the General Strike (McGill-Queen's University Press; 1990). ISBN 0-7735-0794-9
- Carr, Ian and Robert E. Beamish. Manitoba Medicine: A Brief History (ISBN 0-88755-660-4) (1999)
- Danysk, Cecilia. Hired Hands: Labour and the Development of Prairie Agriculture, 1880-1930. (1995). 231 pp.
- Ellis, J.H. The Ministry of Agriculture in Manitoba, 1870-1970 (1971)
- Norrie, K. H. "The Rate of Settlement of the Canadian Prairies, 1870-1911," Journal of Economic History, Vol. 35, No. 2 (June 1975), pp. 410–427 in JSTOR
- Silver, Jim, and Jeremy Hull. The Political Economy of Manitoba(1991)
- Sylvester, Kenneth. The Limits of Rural Capitalism: Family, Culture, and Markets in Montcalm, Manitoba, 1870-1940 (2001)
- Wiseman, Nelson. Social democracy in Manitoba (University of Manitoba Press; 1983). ISBN 978-0-88755-118-5

### Náboženství, etnicita a První Národy
- Clark, Lovell (ed.). The Manitoba School Question: majority rule or minority rights?. [s.l.]: Copp Clark, 1968.
- Emery, George. The Methodist Church on the Prairies, 1896-1914 (McGill-Queen's U. Press, 2001). 259 pp.
- Ewanchuk, Michael. Pioneer Profiles: Ukrainian Settlers in Manitoba  (1981) ISBN 0-9690768-4-3
- McLauchlin, Kenneth. "'Riding The Protestant Horse: The Manitoba School Question and Canadian Politics, 1890–1896," Historical Studies 1986 53:39–52.
- Marnoch, James. Western Witness: The Presbyterians in the Area of Synod of Manitoba (1996)
- Miller, J. R. "D'Alton McCarthy, Equal Rights, and the Origins of the Manitoba School Question," Canadian Historical Review, Dec 1973, Vol. 54 Issue 4, pp 369–392
- Milloy, John S. The Plains Cree: Trade, Diplomacy, and War, 1790 to 1870 (Manitoba Studies in Native History) (1990)
- Petryshyn, Jaroslav . Peasants in the Promised Land: Canada and the Ukrainians, 1891-1914 (1985)
- Sprague, D.N. Canada and the Métis, 1869–1885 (Wilfrid Laurier University Press; 1988)
- Swyripa, Frances. Storied Landscapes: Ethno-Religious Identity and the Canadian Prairies (U. of Manitoba Press, 2010) 296 pp. ISBN 978-0-88755-191-8
- Ward, Donald B. The People: A Historical Guide to the First Nations of Alberta, Saskatchewan, and Manitoba (1995)
- Yuzyk, Paul. The Ukrainians in Manitoba: A Social History (1953)

### Historiografie
- Bumsted, J. M. "The Quest for a Usable Founder: Lord Selkirk and Manitoba Historians, 1856-1923," Manitoba History, June 1981, Issue 2, pp 2–7
- Calder, Alison and Wardhaugh, Robert, ed. History, Literature, and the Writing of the Canadian Prairies.U. of Manitoba Press, 2005. 310 pp.
- Friesen, Gerald, and Potyondi, Barry. A Guide to the Study of Manitoba Local History (1981)
- Loewen, Royden. "On the Margin or in the Lead: Canadian Prairie Historiography," Agricultural History 73, no. 1 (Winter 1999): 27-45. in JSTOR; excerpt